# 上杉定正
上杉 定正（うえすぎ さだまさ）は、室町時代から戦国時代にかけての武将・守護大名。相模国守護。扇谷上杉家当主。一般には『南総里見八犬伝』の影響で扇谷 定正（おおぎがやつ さだまさ）の名前で知られている。

## 出自
扇谷上杉家は関東管領上杉氏の一族で、相模守護を務め関東管領を継承する山内上杉家の分家的存在であった。扇谷家は4代鎌倉公方・足利持氏と山内家が対立して持氏が滅ぼされた永享の乱で山内家に味方し、享徳3年（1454年）以来の持氏の子の古河公方・足利成氏との長期の戦いである享徳の乱でも山内家を支える。
扇谷家家宰の太田道真・道灌父子は、河越城、江戸城を築城するなどして、扇谷家の勢力は大いに拡大した。山内家と扇谷家は両上杉家と呼ばれるようになっていた。

## 生涯
上杉持朝の三男として誕生。文明5年（1473年）、扇谷家当主だった甥・上杉政真が五十子の戦いで古河公方に敗れて戦死した。若い政真には子がなかったため、太田道灌ら扇谷家老臣達の評定の結果、政真の叔父にあたる定正が家督を継ぐ。
定正は関東管領・上杉顕定と共に五十子陣に在陣して古河公方成氏と対峙した。しかし、文明8年（1476年）に山内家の有力家臣・長尾景春が反乱を起こし、翌文明9年（1477年）に五十子を急襲、定正と顕定は大敗を喫して上野国へ敗走する（長尾景春の乱）。上杉方は危機に陥るが、扇谷家家宰・太田道灌の活躍によって豊島氏を初めとする各地の長尾景春方を打ち破り、定正も転戦して扇谷家本拠の河越城を守った。
文明14年（1482年）に長尾景春は没落し、古河公方・成氏とも和睦が成立した。だが、定正は山内家主導で進められたこの和睦に不満であり、定正と顕定は不仲になる。また、乱の平定に活躍した家宰・太田道灌の声望は絶大なものとなっており、定正の猜疑を生んだ。文明18年（1486年）7月26日、定正は太田道灌を相模糟屋館に招いて暗殺。死に際に、道灌は「当方滅亡」とうめいたという。謀殺の理由について、定正は「上杉定正消息」で家政を独占する道灌に対して家臣達が不満を抱き、道灌が（扇谷家の主君にあたる）上杉顕定に逆心を抱いたためと語っている。これは定正の言い分であり、道灌の方も「太田道灌状」にて定正の冷遇に対する不信を述べている。実際には、家中での道灌の力が強くなりすぎ定正が恐れたとも、扇谷家の力を弱めようとする上杉顕定の策略に定正が乗ってしまったとも言われる。
道灌謀殺により道灌の子・太田資康を初め多くの家臣が扇谷家を離反して上杉顕定の許に奔り、定正は苦境に立つ。道灌の軍配者（軍師）の斎藤加賀守のみは定正の下に残り、定正はこれを喜び重用した。山内家と扇谷家の緊張が高まり、長享2年（1488年）の顕定の攻撃によって戦端が開かれた（長享の乱）。さらに異母兄の三浦高救も扇谷家当主の座を狙って動き始めた。
これに対して定正は長尾景春を味方につけ、仇敵であった古河公方・足利成氏とも同盟を結んで対抗した。戦上手の定正は実蒔原の戦い、須賀谷原の戦い、高見原の戦いに寡兵をもって勝利して大いに戦意を高め、「5年のうちに上野・武蔵・相模の諸士は、自分の幕下に参じるであろう」と豪語したものの、関東管領である山内家とその一族に過ぎない扇谷家の実力は隔絶しており、連戦に疲弊し次第に劣勢になった。この頃（長享3年（1489年））、顕定の不当性と自らの苦境を綴った、重臣曽我祐重に宛てた定正の書状が遺されている。その後、定正は古河公方を軽んじた振舞いに出るようになり遂に盟約は崩壊、これを定正の驕りと見た家臣の中には顕定や古河公方に寝返る者も現れた。重臣の大森氏頼は諫言して顕定や古河公方との和解を勧めるが、定正は従わず山内家との抗争を続けていく。
明応2年（1493年）、伊豆国に乱入して堀越公方・足利茶々丸を駆逐した伊勢宗瑞（北条早雲）の伊豆討ち入りには、定正の手引きがあったとの見方が古来より強い。定正は宗瑞と結ぶことになる。明応3年（1494年）、扇谷家重臣・大森氏頼と三浦時高が相次いで死去すると、同年10月、定正は宗瑞と共に武蔵国高見原に出陣して上杉顕定と対陣するが、急病により死去した。荒川を渡河しようとした際に落馬して死去、ともいう。太田道灌の亡霊が定正を落馬させたのだとする伝説がある。長岡市にある定正院が菩提所と伝えられている。
定正・大森氏頼・三浦時高の三将の死は扇谷家にとって大きな痛手となった。甥で養子の朝良が跡を継ぐが、伊勢宗瑞とその子・氏綱の侵攻に押され、扇谷家は徐々に所領を蚕食されていく。

## フィクション
滝沢馬琴『南総里見八犬伝』において、関東管領扇谷定正は、八犬士とさまざまな悪因縁を持つ最大の敵として登場する。本作以前に、定正を明確に「嫌われ者」とする描写は乏しいが、彼が弑殺した太田道灌は、江戸城の築城者として知られ、江戸庶民に広く親しまれていた。特に、当時ベストセラーとなった読本『太田道灌雄飛録』などにより、道灌は文武両道の忠臣として理想化されていた。このような背景のもと、馬琴は道灌を殺害した定正を、忠義の臣を疑い殺す暗愚かつ暴虐な主君として再構成したものと考えられる。